# مانوئل دی اولیویرا دا سیلوا جونیور
مانوئل دی اولیویرا دا سیلوا جونیور (به پرتغالی: Manoel Oliveira da Silva Júnior) هافبک اهل برزیل است که در شهر ریسیف و در تاریخ ۲۴ سپتامبر ۱۹۷۶ به دنیا آمده‌است.
مانوئل دی اولیویرا دا سیلوا جونیور در تیم‌های فوتبال Grêmio Inhumense سابقهٔ حضور دارد.